# Disco solare alato egizio
Il disco solare alato egizio era un simbolo di dominazione divina e regale che nelle leggende egizie aveva però ruoli confusi e miti intricati.

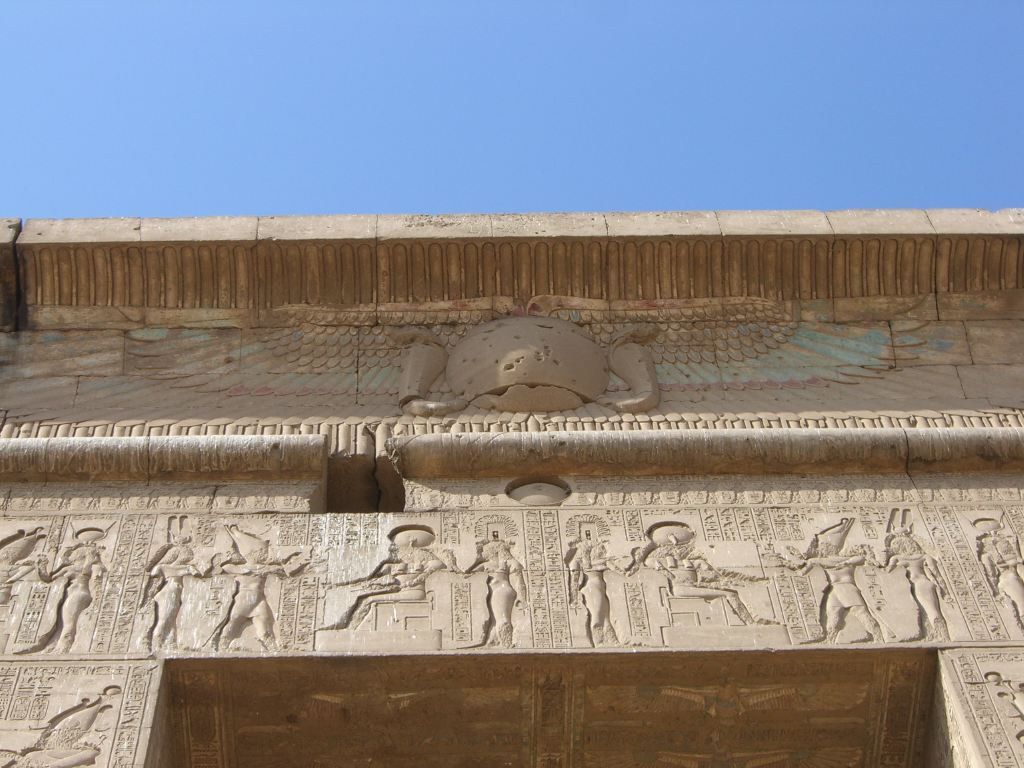

Questo simbolo prese origine da Aton, il luminoso astro solare ossia "Colui che si solleva, che sale in alto" e divenne l'occhio del dio falco Horo (o Harakhti),  prima personificazione dell'astro e poiché quest'ultima divinità  era anche "Signore delle due Terre" da cui il sole sorgeva ogni giorno, fu successivamente associato, dai sacerdoti di Eliopoli per esigenze di culto, a Ra con il nome composto di Ra-Harakhti ed al sovrano che lo rappresentava in terra.
Ne deriva che questo simbolo, secondo Alan Gardiner, risultava dalla fusione tra il sovrano, Ra e il falco Horus.
Per la bellezza delle loro piume e per la maestosità dei loro voli, i falconi erano adorati fin dai primordi dagli Egizi che li denominarono Horo e quindi con questo nome si identificavano numerose divinità locali, poi sincretizzate nel dio originario di Behedet conosciuto fin dalla I dinastia con il nome di Harakhti ossia "Horo dell'orizzonte". 

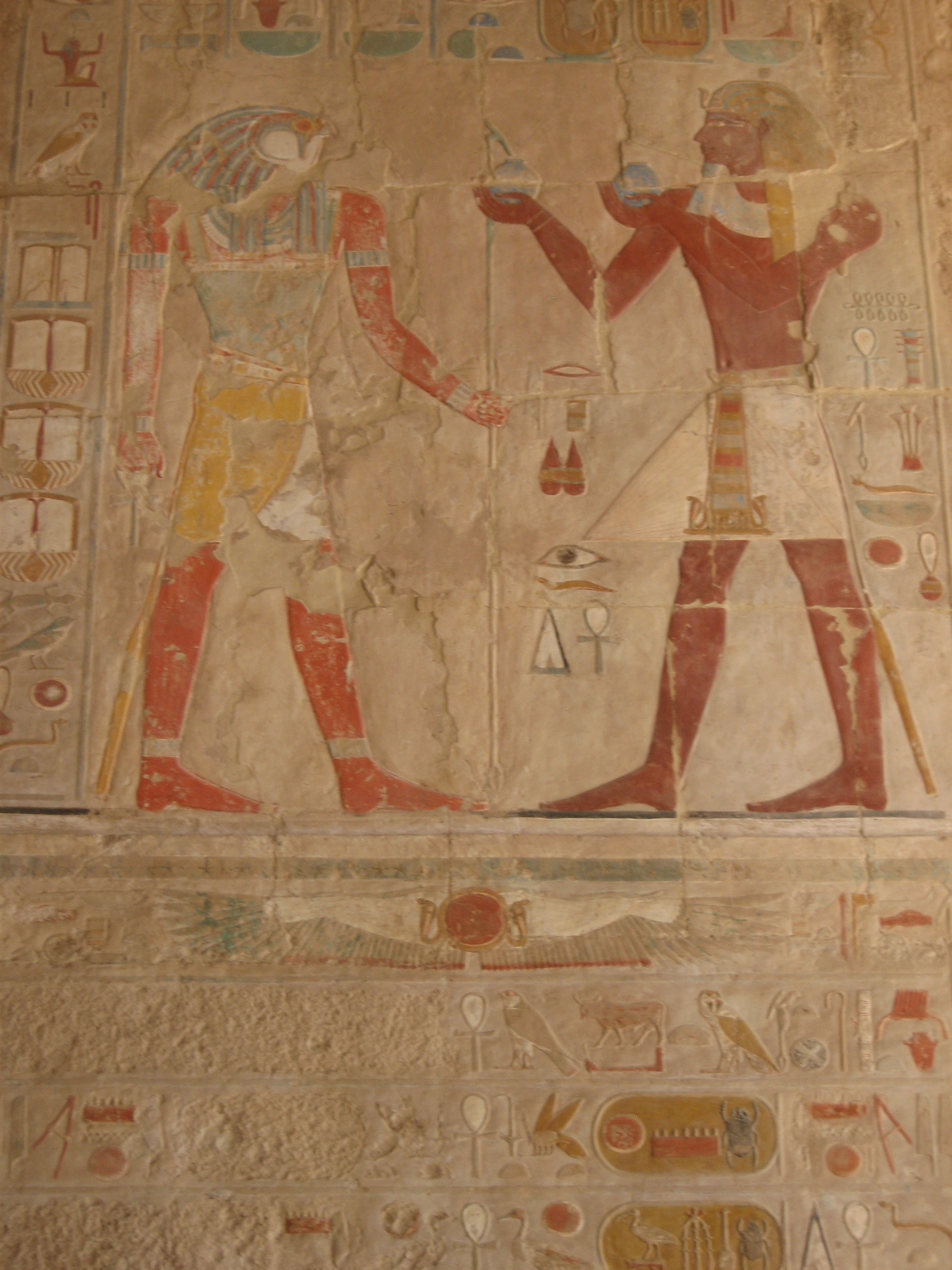
Sopra il disco solare alato, il sovrano Thutmose III porge offerte al Dio Sokar.

Il cielo, per gli Egizi, erano le ali del falco che agiva da intermediario tra gli uomini e la natura, mantenendo la Maat e durante la II dinastia il semplice disco solare si fuse con le ali di "Colui che ha le piume screziate" ossia Horo che planava nel cielo.
Le ali del falco rappresentavano, nel simbolismo, anche l'Alto e il Basso Egitto riuniti dal dio sole.
All'inizio della V dinastia il culto solare acquisiva notevole importanza con la costruzione di templi ed il disco solare alato diveniva un emblema celeste di protezione dai profanatori dei luoghi sacri.
Nel Nuovo Regno questo simbolo era usato con scopi apotropaici sopra le porte, dei templi e delle sale, nelle stele, nei pyramidion e sui soffitti ove simboleggiava il cammino solare diurno e la trasmissione del potere di vita.

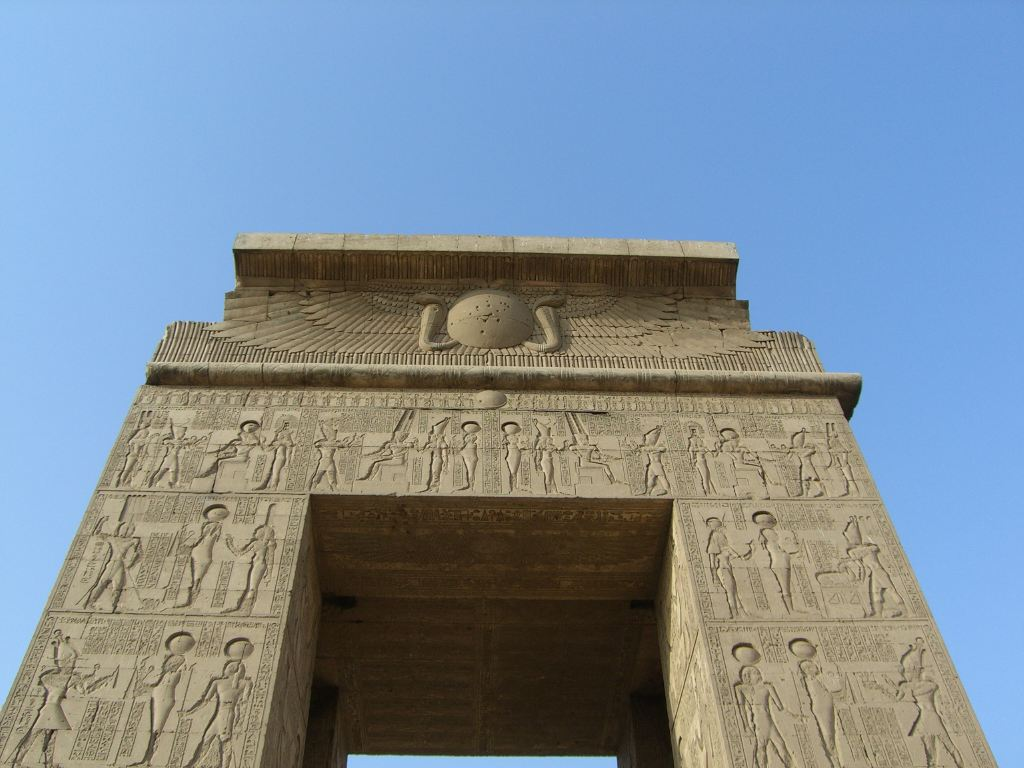

Il disco solare alato poteva essere affiancato dagli urei che indicavano, come nel caduceo, l'equilibrio delle forze contrapposte e che singolarmente rappresentavano l'occhio "fiero" del dio Ra posto sulla sua fronte per difenderlo dai nemici.
La simbiosi del sole con elementi terreni significava che l'uomo poteva unirsi con il divino in una comunione cosmica.